# Alfredo Pea
Alfredo Pea (Roma, 17 novembre 1954) è un attore italiano.

## Biografia
Tra i suoi lavori più interessanti è da menzionare la partecipazione al film L'Agnese va a morire (1976) di Giuliano Montaldo dove ha interpretato la parte di Tonitti. Nel 1975 ha lavorato con Nando Cicero per la realizzazione del film L'insegnante, con Edwige Fenech.
Nel 2006 ha interpretato il ruolo dello psicologo e serial killer Carlo Vasari nella fiction R.I.S. 3 - Delitti imperfetti.
Dal 2012 al 2013 è stato uno dei protagonisti della fiction di Canale 5 Le tre rose di Eva, interpretando Alfredo Scilla.

## Filmografia parziale

### Cinema
- Quelli che contano, regia di Andrea Bianchi (1974)
- Cugini carnali, regia di Sergio Martino (1974)
- L'insegnante, regia di Nando Cicero (1975)
- Classe mista, regia di Mariano Laurenti (1975)
- Non si scrive sui muri a Milano, regia di Raffaele Maiello (1975)
- Caro Michele, regia di Mario Monicelli (1976)
- L'Agnese va a morire, regia di Giuliano Montaldo (1976)
- La dottoressa del distretto militare, regia di Nando Cicero (1976)
- Winchester M2, episodio di Quattro delitti, regia di Gian Pietro Calasso (1979) TV movie
- Maledetti vi amerò, regia di Marco Tullio Giordana (1980)
- Assisi Underground (The Assisi Underground), regia di Alexander Ramati (1985)
- Blue Valentine, episodio del film Provvisorio quasi d'amore, regia di Roberta Mazzoni (1988)
- Le mille e una notte (Les 1001 nuits), regia di Philippe de Broca (1990)
- Strane storie - Racconti di fine secolo, regia di Sandro Baldoni (1994)
- Sotto gli occhi di tutti, regia di Nello Correale (2003)
- Cemento armato, regia di Marco Martani (2007)
- Cetto c'è, senzadubbiamente, regia di Giulio Manfredonia (2019)
- House of Gucci, regia di Ridley Scott (2021)
- Per tutta la vita, regia di Paolo Costella (2021)

### Televisione
- Il giudice, regia di Vittorio Sala, serie "Oggi in Italia", trasmesso il 3 maggio 1973.
- Candida, regia di Sandro Sequi, trasmessa il 5 aprile 1980.
- Il treno per Istanbul, regia di Gianfranco Mingozzi, mini serie Rai in 4 puntate (1980)
- Dramma d'amore (1983)
- Aeroporto internazionale (1985)
- Uomo contro uomo, regia di Sergio Sollima – miniserie TV (1989)
- La piovra 7 - Indagine sulla morte del commissario Cattani, regia di Luigi Perelli (1995)
- Incantesimo, regia di Gianni Lepre - soap opera (1998)
- Distretto di Polizia 3, regia di Monica Vullo – serie TV, episodio 3x11 (2002)
- Orgoglio, regia di Giorgio Serafini – serie TV (2004-2005)
- Distretto di Polizia 6, regia di Antonello Grimaldi – serie TV, episodio 6x10 (2006)
- R.I.S. 3 - Delitti imperfetti, regia di Alexis Sweet e Pier Belloni – serie TV, 8 episodi (2007)
- Il capo dei capi, regia di Alexis Sweet e Enzo Monteleone – serie TV (2007)
- Distretto di Polizia 8, regia di Alessandro Capone – serie TV, episodio 8x09 (2008)
- Squadra antimafia - Palermo oggi, regia di Pier Belloni – serie TV, episodi 1x01 e 1x02 (2009)
- La leggenda del bandito e del campione, regia di Lodovico Gasparini – serie TV (2010)
- I delitti del cuoco, regia di Alessandro Capone – serie TV, episodio I morti non fanno paura (2010)
- Il peccato e la vergogna, regia di Luigi Parisi e Alessio Inturri – serie TV, 5 episodi (2010-2014)
- Viso d'angelo, regia di Eros Puglielli (2011)
- Le tre rose di Eva, regia di Raffaele Mertes e Daniele Falleri – serie TV (2012-2013)
- Il clan dei camorristi, regia di Alessandro Angelini e Alexis Sweet – serie TV, 2 episodi (2013)
- Trilussa - Storia d'amore e di poesia, regia di Lodovico Gasparini – miniserie TV (2013)
- Un caso di coscienza 5, regia di Luigi Perelli – serie TV (2013)
- Squadra mobile, regia di Alexis Sweet – serie TV (2015)
- Il sistema, regia di Carmine Elia – miniserie TV (2016)
- Rimbocchiamoci le maniche, regia Stefano Reali – serie TV (2016)
- L'allieva, regia di Luca Ribuoli – serie TV, episodio Ossa (2016)
- L'onore e il rispetto - Ultimo capitolo, regia di Luigi Parisi e Alessio Inturri – serie TV (2017)
- Nero a metà, regia di Marco Pontecorvo – serie TV, episodio 1x06 (2018)
- Il nome della rosa (The Name of the Rose), regia di Giacomo Battiato – miniserie TV, 6 episodi (2019)
- La guerra è finita, regia di Michele Soavi – miniserie TV (2020)
- Suburra - La serie – serie TV, episodio 3x03 (2020)
- L'Alligatore, regia di Emanuele Scaringi – serie TV, episodi 1x03 e 1x04 (2020)
- La fuggitiva, regia di Carlo Carlei – miniserie TV, puntata 3 (2021)
- Alfredino - Una storia italiana, regia di Marco Pontecorvo – miniserie TV, episodio 4 (2021)
- Più forti del destino, regia di Alexis Sweet – miniserie TV (2022)